# Minara
Minara är ett släkte av fjärilar. Minara ingår i familjen tandspinnare.
Kladogram enligt Catalogue of Life:
| Minara | \| \| Minara histrionica \| \| \| \| \| \| Minara pardalina \| \| \| \| |
|        | \| \| Minara histrionica \| \| \| \| \| \| Minara pardalina \| \| \| \| |
|        | Minara histrionica                                                      |
|        |                                                                         |
|        | Minara pardalina                                                        |
|        |                                                                         |